# Nagykálna
Nagykálna (szlovákul Kalná) (Garam) Kálna településrésze, korábban önálló falu Szlovákiában, a Nyitrai kerület Lévai járásában.

## Fekvése
Lévától 8 km-re nyugatra, a Garam jobb partján fekszik. Kálna déli településrészét képezi.

## Története
1209-ben említik először, akkor a település a garamszentbenedeki apátsághoz tartozott. 1613-ban a törökök kifosztották.
A 18. század végén Vályi András így ír róla: „Nagy Kálna. Elegyes magyar falu Bars Várm. földes Ura B. Hunyadi Uraság, lakosai katolikusok, fekszik az előbbentől nem meszsze, földgye termékeny, réttye számos, legelője elég, fája is, malma helyben, a’ szomszéd szőlőkben keresetre módgyak, és Léva mező Városban is."
A 19. század közepén Fényes Elek eképpen írja le: „Kálna (Nagy), Bars m. magyar falu, a lévai országutban: 342 kath., 251 ref. lak. Ref. és kath. filial templomok. F. u. gr. Hunyady. Ut. post. Léva."
Borovszky monográfiasorozatának Bars vármegyét tárgyaló része szerint: „Nagykálna, garamvölgyi magyar kisközség, 1016 róm. kath. és ev. ref. vallású lakossal. A Kálnay család ősi fészke. 1306-ban már a nyitrai káptalan egyik bizonyságlevelében szerepel. 1437-ben Kálnay István fia György, a barsi alispán tulajdona volt mindkét Kálna. 1494-ben Kálnay László barsi főispán a földesura. 1613-ban a törökök pusztították el. 1726-ban már Hunyady András volt a birtokosa és azután mindvégig a Hunyadyak birtokában marad, kiknek itt a XVIII. század második felében híres juhászatuk volt. Hajdan a megyének is volt háza a községben. 1848-ban a magyar honvédség Nagykálnán a Garamon épített hídon vonult át, mikor a híres nagysallói ütközetbe indult. Most hatalmas vashíd köti össze a két partot. A községben két templom van. A róm. katholikus már a XIV. században fennállott, de 1726-ban megújították és ekkor kezdődnek az anyakönyvek. Református temploma 1888-ban épült. Postája van a községnek, távirója és vasúti állomása pedig Alsóvárad. Itt van a Schöeller-féle uradalom szeszfinomítója."
Lakói mezőgazdasággal és állattartással foglalkoztak. A községben malom és szeszfőzde működött. 1910-ben 1025, többségben magyar lakosa volt. A trianoni békeszerződésig Bars vármegye Lévai járásához tartozott. 1938 és 1945 között újra Magyarország része.

## Nevezetességei
- Római katolikus temploma 1773-ban épült barokk stílusban.
- Temetőkápolna.
- Református temploma 1888-ban épült.

## Lásd még
- Garamkálna
- Kiskálna
- Mohi

## Külső hivatkozások
- Községinfó
- Kálna Szlovákia térképén
- Kálna a Barsi régió honlapján